# Gábor Balog
Pour les articles homonymes, voir Balog.
Cet article possède un paronyme, voir Gábor Balogh.
Gábor Balog (né le 2 septembre 1990 à Békéscsaba) est un nageur hongrois, spécialiste du dos.
Il remporte la médaille de bronze lors des Championnats d'Europe de natation 2014 sur 200 m dos en 1 min 57 s 42, derrière  Radosław Kawęcki et Christian Diener.

## Palmarès

### Championnats d'Europe
- Championnats d'Europe 2014 à Berlin :
  -  Médaille de bronze du 200 mètres dos.
- Championnats d'Europe 2016 à Londres :
  -  Médaille de bronze au titre du relais 4 × 100 mètres 4 nages.
  -  Médaille de bronze au titre du relais 4 × 100 mètres 4 nages mixte.